# Sanssat
 Sanssat  là một xã ở tỉnh Allier thuộc miền trung nước Pháp.